# Frankfort (Ohio)
Pour les articles homonymes, voir Frankfort.
Frankfort est un village américain situé dans le comté de Ross, dans l'Ohio. Selon le recensement de 2010, sa population est de 1 064 habitants.

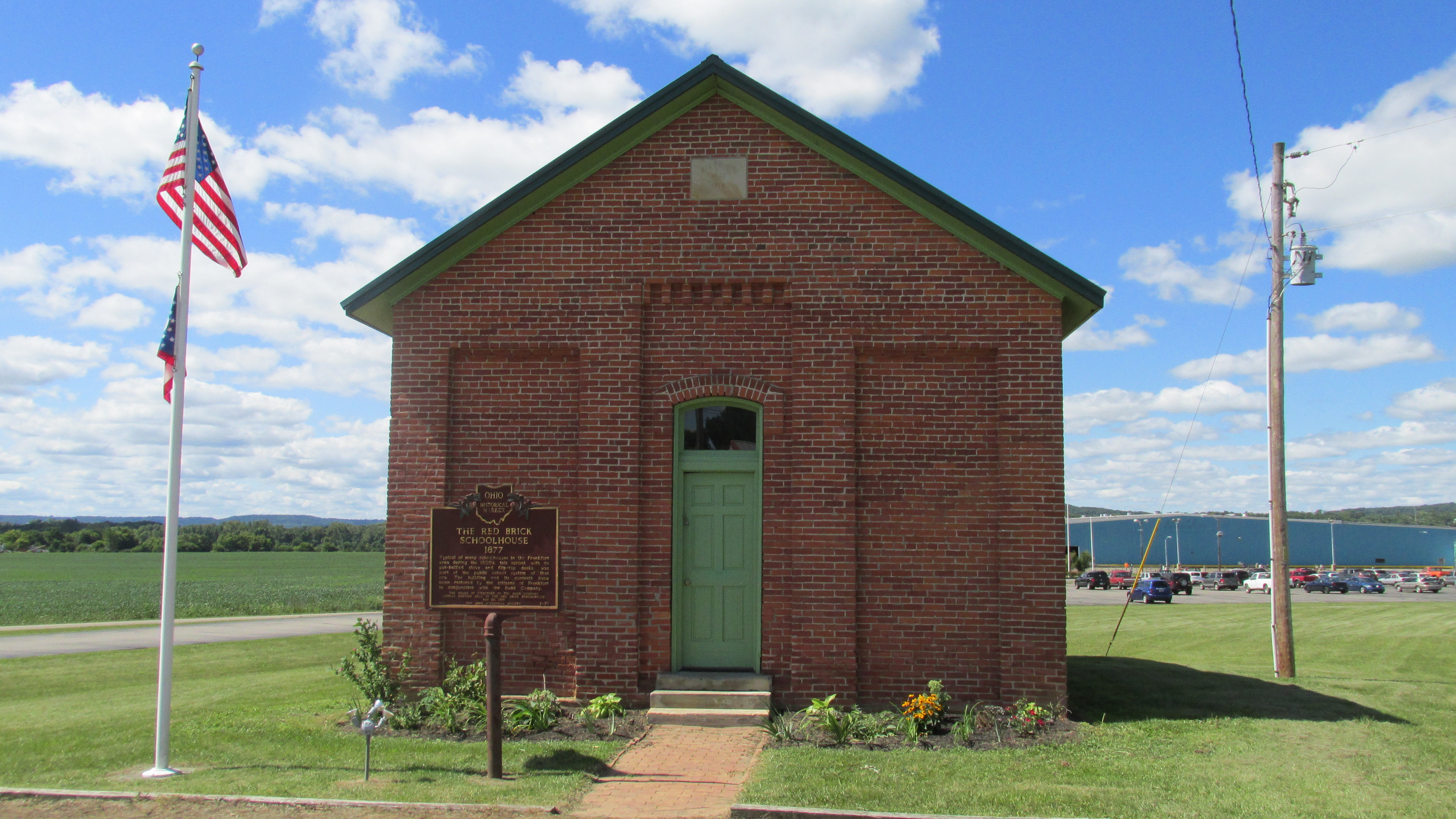
L'école de brique rouge, construite en 1877, à Francfort.